# Pravidelný mnohoúhelník
Pravidelný mnohoúhelník je mnohoúhelník, který má všechny úhly stejně velké a všechny strany stejně dlouhé. Může být konvexní nebo hvězdicový.

## Obecné vlastnosti
Tyto vlastnosti se týkají i konvexních i hvězdicových pravidelných mnohoúhelníků.
- Všechny vrcholy pravidelného mnohoúhelníku leží na stejné kružnici (kružnice opsaná). Společně se stejnou délkou stran to znamená, že má i kružnici vepsanou, která se dotýká každé strany v jejím středu.
- Pravidelný n-úhelník je konstruovatelný Eukleidovskou konstrukcí tehdy a jen tehdy, když jsou liché dělitele n různá Fermatova prvočísla.
- Pravidelné mnohoúhelníky jsou symetrické.
- Pravidelný n-úhelník má n os souměrnosti, je-li n sudé číslo, pak má i střed souměrnosti.

## Pravidelné konvexní mnohoúhelníky

### Galerie

Rovnostranný trojúhelník
Čtverec
Pětiúhelník
Šestiúhelník
Sedmiúhelník
Osmiúhelník
Devítiúhelník
Desetiúhelník
Jedenáctiúhelník
Dvanáctiúhelník
Třináctiúhelník
Čtrnáctiúhelník

### Úhly
Pro každý pravidelný konvexní n-úhelník platí, že každý vnitřní úhel je veliký
{\displaystyle (1-{\frac {2}{n}})\times 180} (neboli {\displaystyle (n-2)\times {\frac {180}{n}}} ) stupňů
neboli {\displaystyle {\frac {(n-2)\pi }{n}}} radiánů
a každý vnější úhel (doplňkový k vnitřnímu úhlu) je veliký {\displaystyle {\frac {360}{n}}} stupňů.

### Úhlopříčky
Pro {\displaystyle n>2} je počet úhlopříček {\displaystyle {\frac {n(n-3)}{2}}}.
Pro n-úhelník vepsaný do jednotkové kružnice je součin vzdáleností od jednoho vrcholu ke všem ostatním vrcholům (včetně sousedních) je rovný n.

### Poloměry
Poloměr kružnice opsané pravidelnému mnohoúhelníku s délkou strany s je:
{\displaystyle r={\frac {s}{2\sin {\frac {180}{n}}}}}
Poloměr kružnice vepsané pravidelnému mnohoúhelníku s délkou strany s je:
{\displaystyle \varrho ={\frac {s}{2\tan {\frac {180}{n}}}}}
Pozn.: Délka poloměru kružnice vepsané se rovná délce apotémy, což je úsečka spojující střed se středem libovolné strany

### Obsah
Obsah S pravidelného konvexního n-úhelníku s délkou strany s a poloměry kružnic opsané r a vepsané {\displaystyle \varrho } je:
{\displaystyle S={\frac {1}{4}}ns^{2}{\text{cotg}}{\tfrac {\pi }{n}}={\frac {1}{2}}nr^{2}\sin {\tfrac {2\pi }{n}}={\frac {1}{2}}ns\varrho }
Pro pravidelné mnohoúhelníky se stranou s=1 jsou obsahy následující
| Strany | Název                         | Přesná plocha                                                                      | Přibližná plocha |
| ------ | ----------------------------- | ---------------------------------------------------------------------------------- | ---------------- |
| n      | pravidelný n-úhelník          | {\displaystyle {\tfrac {n}{4}}{\text{cotg}}{\tfrac {\pi }{n}}}                     |                  |
| 3      | rovnostranný trojúhelník      | {\displaystyle {\frac {\sqrt {3}}{4}}}                                             | 0,433012702      |
| 4      | čtverec                       | 1                                                                                  |                  |
| 5      | pravidelný pětiúhelník        | {\displaystyle {\frac {1}{4}}{\sqrt {25+10{\sqrt {5}}}}}                           | 1,720477401      |
| 6      | pravidelný šestiúhelník       | {\displaystyle {\frac {3{\sqrt {3}}}{2}}}                                          | 2,598076211      |
| 7      | pravidelný sedmiúhelník       |                                                                                    | 3,633912444      |
| 8      | pravidelný osmiúhelník        | {\displaystyle 2+2{\sqrt {2}}}                                                     | 4,828427125      |
| 9      | pravidelný devítiúhelník      |                                                                                    | 6,181824194      |
| 10     | pravidelný desetiúhelník      | {\displaystyle {\frac {5}{2}}{\sqrt {5+2{\sqrt {5}}}}}                             | 7,694208843      |
| 11     | pravidelný jedenáctiúhelník   |                                                                                    | 9,365639907      |
| 12     | pravidelný dvanáctiúhelník    | {\displaystyle 6+3{\sqrt {3}}}                                                     | 11,19615242      |
| 13     | pravidelný třináctiúhelník    |                                                                                    | 13,18576833      |
| 14     | pravidelný čtrnáctiúhelník    |                                                                                    | 15,33450194      |
| 15     | pravidelný patnáctiúhelník    | {\displaystyle {\frac {15}{4}}{\sqrt {7+2{\sqrt {5}}+2{\sqrt {15+6{\sqrt {5}}}}}}} | 17,64236291      |
| 16     | pravidelný šestnáctiúhelník   | {\displaystyle 4(1+{\sqrt {2}}+{\sqrt {4+2{\sqrt {2}}}})}                          | 20,10935797      |
| 17     | pravidelný sedmnáctiúhelník   |                                                                                    | 22,73549190      |
| 18     | pravidelný osmnáctiúhelník    |                                                                                    | 25,52076819      |
| 19     | pravidelný devatenáctiúhelník |                                                                                    | 28,46518943      |
| 20     | pravidelný dvacetiúhelník     | {\displaystyle 5(1+{\sqrt {5}}+{\sqrt {5+2{\sqrt {5}}}})}                          | 31,56875757      |

Ze všech n-úhelníků daného obvodu má pravidelný mnohoúhelník největší plochu.

## Pravidelné hvězdicové mnohoúhelníky

Pentagram {5/2}

Nekonvexní pravidelný mnohoúhelník je pravidelný hvězdicový mnohoúhelník. Nejznámějším příkladem je pentagram, který má stejné vrcholy jako pětiúhelník, ale spojuje jiné (všechny zbývající) vrcholy).
Pro každý hvězdicový mnohoúhelník s n stranami se udává Schläfliho symbol, který označuje „hustotu“ m, výsledný symbol je tedy {n/m}. Když je m rovno 2, znamená to, že se spojí každý druhý vrchol. Když je m rovno 3, spojí se každý třetí vrchol atd.
- pentagram - {5/2}
- hexagram - {6/2}
- heptagram - {7/2} a {7/3}
- oktagram - {8/2} a {8/3}
- enneagram - {9/2}, {9/3} a {9/4}
- dekagram - {10/2}, {10/3} a {10/4}
- hendekagram - {11/2}, {11/3}, {11/4} a {11/5}
- dodekagram - {12/2}, {12/3}, {12/4} a {12/5}